# Comtat de Pushmataha
El Comtat de Pushmataha (en anglès: Pushmataha County) és un comtat localitzat al sud-est de l'estat estatunidenc d'Oklahoma. Segons el cens dels Estats Units del 2010 tenia 11.572 habitants. La seu de comtat, la capital, és Antlers. El comtat va ser anomenat en honor del cap militar amerindi Pushmataha.

## Geografia
Segons l'Oficina del Cens dels Estats Units el comtat té una àrea total 3.686 quilòmetres quadrats, dels quals 3.618 quilòmetres quadrats són terra i 75 quilòmetres quadrats (1,79%) són aigua.

### Autovies principals
- U.S. Highway 271
- State Highway 2
- State Highway 3
- State Highway 43
- State Highway 93
- State Highway 144
- Indian Nation Turnpike

### Comtats adjacents
|  |  |  |
|  |  |  |
|  |  |  |

## Demografia

Piràmide de població del Comtat de Pushmataha (2000)

Segons el cens del 2000, hi havia 11.667 habitants, 4.739 llars, i 3.288 famílies residint en el comtat. La densitat de població era d'unes 3 persones per quilòmetre quadrat. Hi havia 5.795 cases en una densitat mitjana de 2 per quilòmetre quadrat. La compsició racial del comtat era d'un 77,97% blancs, un 0,82% negres o afroamericans, un 15,59% natius americans, un 0,10% asiàtics, un 0,06% illencs pacífics, un 0,29% d'altres races, i un 5,16% de dos o més races. Un 1,64% de la població eren hispànics o llatinoamericans de qualsevol raça. Com a primera llengua, el 96,2% parlava l'anglès, l'1,7% el castellà, i l'1,6% parlava el choctaw.
Hi havia 4.739 llars en les quals un 30,20% vivien menors de 18 anys, en un 55,30% hi havia parelles casades vivint juntes, en un 10,80% hi havia dones solteres, i en un 30,60% no vivien famílies. En un 27,90% de totes les llars hi vivia només una persona i en un 14,20% hi vivia algú sol o sola major de 64 anys. La mida mitjana de llar era de 2,42 persones i de família era de 2,94 persones.
En el comtat, la població estava repartida en un 26,00% menors de 18 anys, un 6,60% de 18 a 24 anys, un 24,00% de 25 a 44 anys, un 25,20% de 45 a 64 anys, i un 18,30% majors de 64 anys. L'edat de mediana era de 40 anys. Per cada 100 dones hi havia 92,50 homes. Per cada 100 dones d'edat 18 o més, hi havia 90,40 homes.
L'ingrés anual de mediana per a una llar en el comtat era de 22.127 $, i l'ingrés anual de mediana per a una família era de 27.808 $. Els homes tenien un ingrés anual de mediana de 25.509 $ mentre que les dones en tenien de 17.473 $. La renda per capita pel comtat era de 12.864 $. Un 18,80% de les famílies i un 23,20% de la població estaven per sota del llindar de la pobresa, incloent-n'hi dels quals un 28,70% menors de 18 anys i un 19,40% majors de 64 anys.

## Entitats de població

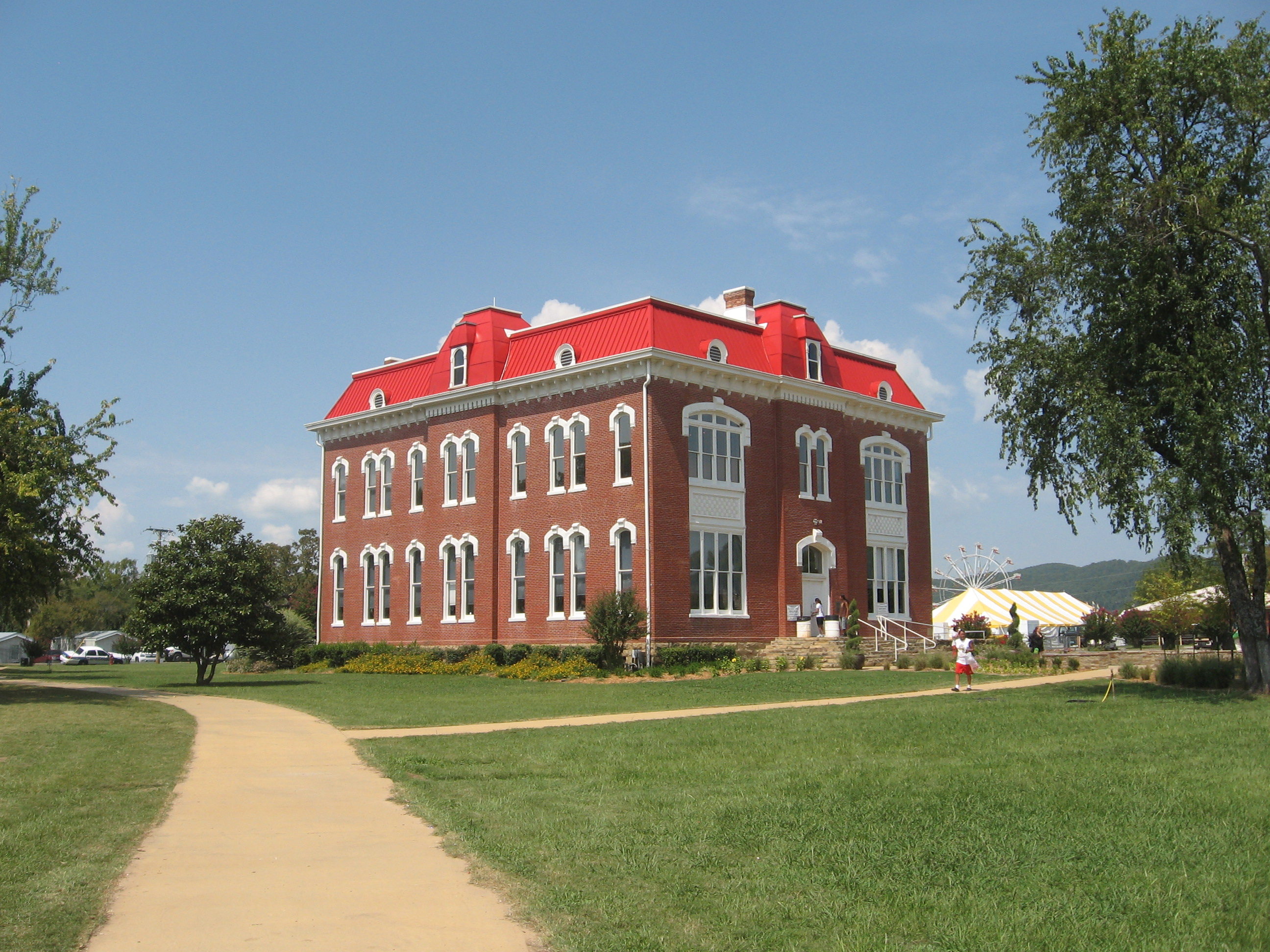
Museu «Choctaw Capitol Museum» i departament judicial a Tuskahoma

| - Abbott - Adel - Albion - Antlers - Belzoni - Clayton - Clayton Lake - Cloudy - Cohn - Corinne - Crum Creek | - Darwin - Dela - Dunbar - Ethel - Eubanks - Fewell - Finley - Gee - Greenwood - Honobia | - Johns - Jumbo - Kellond - Kiamichi - Kosoma - Lyceum - Miller - Moyers - Nashoba - Nolia | - Oleta - Rattan - Rodney - Sardis - Snow - Sobol - Stanley - Tuskahoma - Wilson - Zoraya |